# Swietenia humilis
Swietenia humilis är en tvåhjärtbladig växtart som beskrevs av Joseph Gerhard Zuccarini. Swietenia humilis ingår i släktet Swietenia och familjen Meliaceae. Inga underarter finns listade i Catalogue of Life.